# Bol d'Or (motorfietsen)

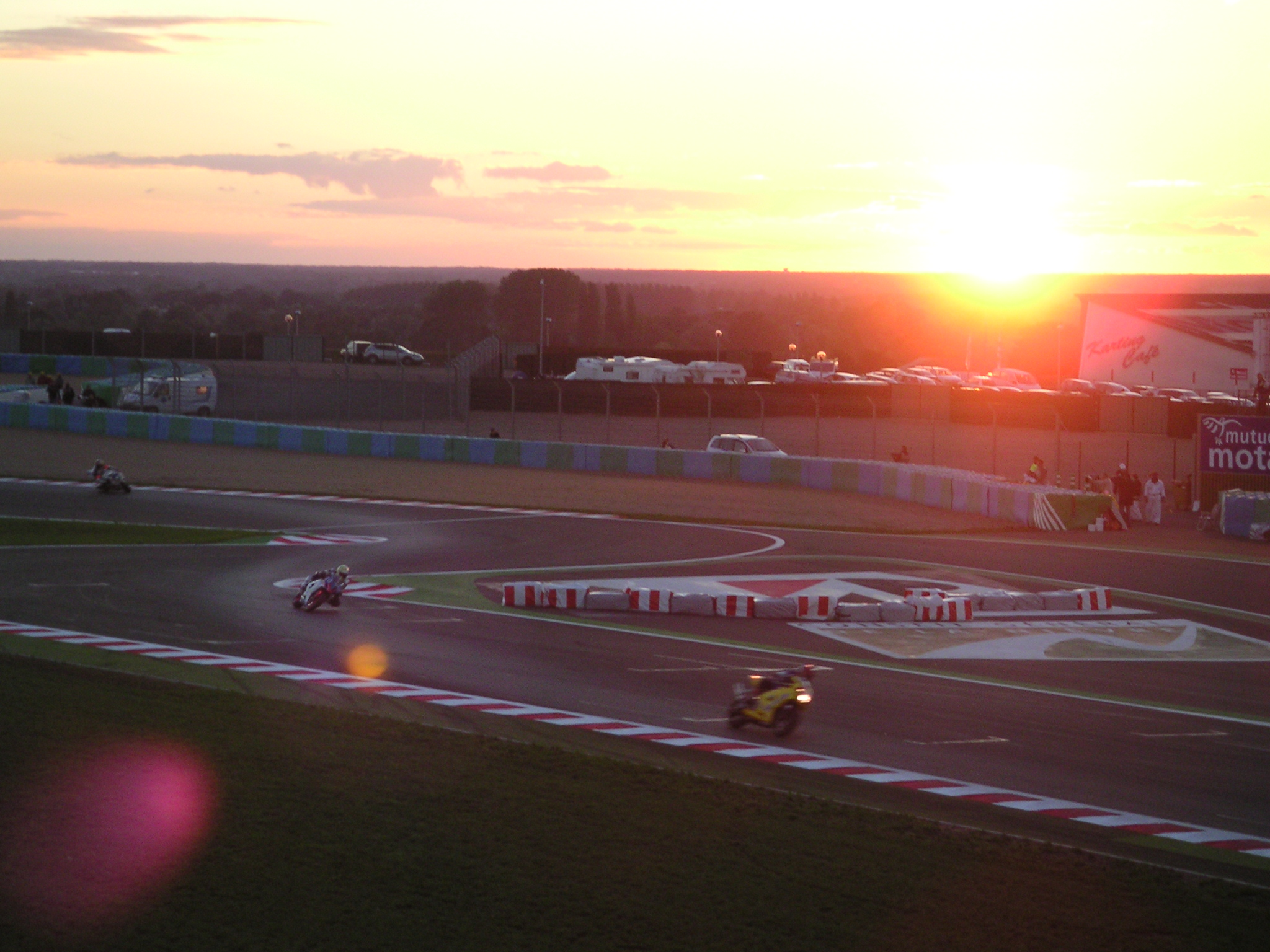
Bol d'Or in 2005.

De Bol d'Or is een endurancewedstrijd voor motorfietsen die jaarlijks word gehouden en oorspronkelijk ook voor auto's was. Momenteel vind de race plaats op Circuit Paul Ricard in Frankrijk, om de gouden beker (Bol d'Or). Dit is een van de weinige 24 uurs-enduranceraces voor motorfietsen die nog over zijn, naast de 24 uur van Le Mans Moto. Er wordt altijd op zaterdagmiddag om 15.00 uur gestart en de race eindigt op zondagmiddag om 15.00 uur. De race maakt deel uit van het FIM Endurance World Championship, het officiële wereldkampioenschap endurance georganiseerd door de FIM.
Tot 1953 mocht er op elke motorfiets slechts een coureur plaatsnemen. Tussen 1954 en 1977 reden er twee coureurs per team en sinds 1978 worden er om veiligheidsredenen drie coureurs per team toegestaan.

## Circuits
- 1922: Vaujours
- 1923-1926: Saint-Germain-en-Laye
- 1927: Fontainebleau
- 1928-1936: Saint-Germain-en-Laye
- 1937-1939: Linas-Montlhéry
- 1940-1946: Geen race (Tweede Wereldoorlog)
- 1947-1948: Saint-Germain-en-Laye
- 1949-1950: Linas-Montlhéry
- 1951: Saint-Germain-en-Laye
- 1952-1960: Linas-Montlhéry
- 1961-1968: Geen race
- 1969-1970: Linas-Montlhéry
- 1971-1977: Le Mans
- 1978-1999: Paul Ricard
- 2000-2014: Magny-Cours
- 2015-heden: Paul Ricard

## Winnaars
| Jaar                                           | Coureurs             | Coureurs              | Coureurs              | Merk            |
| Jaar                                           | Coureur 1            | Coureur 2             | Coureur 3             | Merk            |
| ---------------------------------------------- | -------------------- | --------------------- | --------------------- | --------------- |
| 1922                                           | Tony Zind            |                       |                       | Motosacoche     |
| 1923                                           | Tony Zind            |                       |                       | Motosacoche     |
| 1924                                           | René Francisquet     |                       |                       | Sunbeam         |
| 1925                                           | René Francisquet     |                       |                       | Sunbeam         |
| 1926                                           | Damitio              |                       |                       | Sunbeam         |
| 1927                                           | Lempereur            |                       |                       | FN Herstal      |
| 1928                                           | Victor Vroonen       |                       |                       | Gillet Herstal  |
| 1929                                           | Victor Vroonen       |                       |                       | Gillet Herstal  |
| 1930                                           | Paul Debaisieux      |                       |                       | Monet-Goyon     |
| 1931                                           | Patural              |                       |                       | Velocette       |
| 1932                                           | Louis Jeannin        |                       |                       | Jonghi          |
| 1933                                           | René Boura           |                       |                       | Velocette       |
| 1934                                           | Willing              |                       |                       | Velocette       |
| 1935                                           | René Boura           |                       |                       | Norton          |
| 1936                                           | Edgar Craët          |                       |                       | Gillet Herstal  |
| 1937                                           | Tabart               |                       |                       | Norton          |
| 1938                                           | Robert Tinoco        |                       |                       | Harley-Davidson |
| 1939                                           | Edouard Hordelalay   |                       |                       | Motobécane      |
| 1940-1946: niet gehouden (Tweede Wereldoorlog) |                      |                       |                       |                 |
| 1947                                           | Gustave Lefèvre      |                       |                       | Norton          |
| 1948                                           | Jacques Lenglet      |                       |                       | BMW             |
| 1949                                           | Gustave Lefèvre      |                       |                       | Norton          |
| 1950                                           | Gustave Lefèvre      |                       |                       | Norton          |
| 1951                                           | Gustave Lefèvre      |                       |                       | Norton          |
| 1952                                           | Pierre Collignon     |                       |                       | Moto Guzzi      |
| 1953                                           | Gustave Lefèvre      |                       |                       | Norton          |
| 1954                                           | Johann Weingartmann  | Helmut Volzwinkler    |                       | Puch            |
| 1955                                           | Oldrich Hameršmid    | Saša Klimt            |                       | Jawa            |
| 1956                                           | Gustave Lefèvre      | Georges Briand        |                       | Norton          |
| 1957                                           | Gustave Lefèvre      | Georges Briand        |                       | Norton          |
| 1958                                           | Inizan               | Mutel                 |                       | Triumph         |
| 1959                                           | Jean-Claude Bargetzi | Georges Briand        |                       | Norton          |
| 1960                                           | René Maucherat       | René Vasseur          |                       | BMW             |
| 1961-1968: niet gehouden                       |                      |                       |                       |                 |
| 1969                                           | Michel Rougerie      | Daniel Urdich         |                       | Honda           |
| 1970                                           | Tom Dickie           | Paul Smart            |                       | Triumph         |
| 1971                                           | Percy Tait           | Ray Pickrell          |                       | Triumph         |
| 1972                                           | Gérard Debrock       | Roger Ruiz            |                       | Honda           |
| 1973                                           | Gérard Debrock       | Thierry Tchernine     |                       | Honda           |
| 1974                                           | Alain Genoud         | Georges Godier        |                       | Kawasaki        |
| 1975                                           | Alain Genoud         | Georges Godier        |                       | Kawasaki        |
| 1976                                           | Alex George          | Jean-Claude Chemarin  |                       | Honda           |
| 1977                                           | Christian Léon       | Jean-Claude Chemarin  |                       | Honda           |
| 1978                                           | Christian Léon       | Jean-Claude Chemarin  |                       | Honda           |
| 1979                                           | Christian Léon       | Jean-Claude Chemarin  |                       | Honda           |
| 1980                                           | Pierre-Étienne Samin | Frank Gross           |                       | Suzuki          |
| 1981                                           | Dominique Sarron     | Jean-Claude Jaubert   |                       | Honda           |
| 1982                                           | Jean Lafond          | Hervé Guilleux        | Patrick Igoa          | Kawasaki        |
| 1983                                           | Dominique Sarron     | Raymond Roche         | Guy Bertin            | Honda           |
| 1984                                           | Jean-Pierre Oudin    | Patrick de Radiguès   |                       | Suzuki          |
| 1985                                           | Alex Vieira          | Gérard Coudray        | Patrick Igoa          | Honda           |
| 1986                                           | Dominique Sarron     | Pierre Bolle          | Jean-Louis Battistini | Honda           |
| 1987                                           | Dominique Sarron     | Jean-Michel Mattioli  | Jean-Louis Battistini | Honda           |
| 1988                                           | Alex Vieira          | Dominique Sarron      | Christophe Bouheben   | Honda           |
| 1989                                           | Alex Vieira          | Jean-Michel Mattioli  | Roger Burnett         | Honda           |
| 1990                                           | Alex Vieira          | Jean-Michel Mattioli  | Stéphane Mertens      | Honda           |
| 1991                                           | Alex Vieira          | Miguel Duhamel        | Jean-Louis Battistini | Kawasaki        |
| 1992                                           | Terry Rymer          | Carl Fogarty          | Steve Hislop          | Kawasaki        |
| 1993                                           | Dominique Sarron     | Jean-Marc Delétang    | Bruno Bonhuil         | Suzuki          |
| 1994                                           | Dominique Sarron     | Christian Sarron      | Yasutomo Nagai        | Yamaha          |
| 1995                                           | Terry Rymer          | Jean-Louis Battistini | Jehan d'Orgeix        | Kawasaki        |
| 1996                                           | Alex Vieira          | William Costes        | Christian Lavieille   | Honda           |
| 1997                                           | Terry Rymer          | Brian Morrison        | Jehan d'Orgeix        | Kawasaki        |
| 1998                                           | Terry Rymer          | Brian Morrison        | Peter Goddard         | Suzuki          |
| 1999                                           | Terry Rymer          | Jehan d'Orgeix        | Christian Lavieille   | Suzuki          |
| 2000                                           | Jean-Marc Delétang   | Fabien Foret          | Mark Willis           | Yamaha          |
| 2001                                           | Brian Morrison       | Christian Lavieille   | Laurent Brian         | Suzuki          |
| 2002                                           | Jean-Michel Bayle    | Sébastien Gimbert     | Nicolas Dussauge      | Suzuki          |
| 2003                                           | Jean-Michel Bayle    | Sébastien Gimbert     | Nicolas Dussauge      | Suzuki          |
| 2004                                           | Vincent Philippe     | Keiichi Kitagawa      | Matthieu Lagrive      | Suzuki          |
| 2005                                           | Vincent Philippe     | Keiichi Kitagawa      | Matthieu Lagrive      | Suzuki          |
| 2006                                           | Vincent Philippe     | Keiichi Kitagawa      | Matthieu Lagrive      | Suzuki          |
| 2007                                           | David Checa          | Sébastien Gimbert     | Olivier Four          | Yamaha          |
| 2008                                           | Vincent Philippe     | Julien Da Costa       | Matthieu Lagrive      | Suzuki          |
| 2009                                           | Vincent Philippe     | Freddy Foray          | Olivier Four          | Suzuki          |
| 2010                                           | Vincent Philippe     | Guillaume Dietrich    | Freddy Foray          | Suzuki          |
| 2011                                           | Vincent Philippe     | Freddy Foray          | Anthony Delhalle      | Suzuki          |
| 2012                                           | Julien Da Costa      | Grégory Leblanc       | Olivier Four          | Kawasaki        |
| 2013                                           | Jérémy Guarnoni      | Grégory Leblanc       | Loris Baz             | Kawasaki        |
| 2014                                           | Grégory Leblanc      | Matthieu Lagrive      | Nicolas Salchaud      | Kawasaki        |
| 2015                                           | Grégory Leblanc      | Matthieu Lagrive      | Fabien Foret          | Kawasaki        |
| 2016                                           | Anthony Delhalle     | Vincent Philippe      | Étienne Masson        | Suzuki          |
| 2017                                           | David Checa          | Niccolò Canepa        | Mike Di Meglio        | Yamaha          |
| 2018                                           | Freddy Foray         | Joshua Hook           | Mike Di Meglio        | Honda           |
| 2019                                           | Vincent Philippe     | Étienne Masson        | Gregg Black           | Suzuki          |
| 2020: niet gehouden (coronapandemie)           |                      |                       |                       |                 |
| 2021                                           | Gregg Black          | Xavier Siméon         | Sylvain Guintoli      | Suzuki          |
| 2022                                           | Florian Alt          | Erwan Nigon           | Steven Odendaal       | Yamaha          |
| 2023                                           | Gregg Black          | Sylvain Guintoli      | Etienne Masson        | Suzuki          |
| 2024                                           | Gregg Black          | Dan Linfoot           | Etienne Masson        | Suzuki          |